# Verrucobunus boninensis
Verrucobunus boninensis is een hooiwagen uit de familie Sclerosomatidae.